# Jelena Rževská
Jelena Rževská (27. října 1919 Homel – 25. dubna 2017) byla tlumočnice, která za druhé světové války působila v řadách sovětské vojenské kontrarozvědky jako tlumočnice a v troskách Berlína se účastnila ohledání ostatků Adolfa Hitlera. Po roce 1945 napsala řadu válečných próz.

## Život
Narodila v roce 1919 v běloruském Homelu. Studovala filozofii na moskevské univerzitě a když nacisté napadli SSSR, vstoupila do Rudé armády, kde byla díky znalosti němčiny zařazena mezi překladatele kontrarozvědky Směrš.

## Díla
- Zápisky válečné tlumočnice